# Latrobe (Pennsylvania)
Latrobe is een plaats (city) in de Amerikaanse staat Pennsylvania, en valt bestuurlijk gezien onder Westmoreland County.

## Demografie
Bij de volkstelling in 2000 werd het aantal inwoners vastgesteld op 8994. In 2006 is het aantal inwoners door het United States Census Bureau geschat op 8561, een daling van 433 (-4,8%).

## Geografie
Volgens het United States Census Bureau beslaat de plaats een oppervlakte van 6,0 km², geheel bestaande uit land. Latrobe ligt op ongeveer 370 m boven zeeniveau.

## Plaatsen in de nabije omgeving
De onderstaande figuur toont nabijgelegen plaatsen in een straal van 12 km rond Latrobe.

## Bekende inwoners van Latrobe

### Geboren
- Fred Rogers (1928-2003), presentator en poppenspeler
- Arnold Palmer (1929-2016), golfer
- Chris Lightcap (1971), contrabassist, basgitarist en componist